# Eclissi solare del 21 agosto 2017
L'eclissi solare del 21 agosto 2017 è un evento astronomico che ha avuto luogo il suddetto giorno attorno alle ore 18:26 UTC (ore 13:26 locali in Illinois).

## Visibilità
L'eclissi è stata visibile in un lungo corridoio d'ombra che ha attraversato tutti gli Stati Uniti d'America. L'eclissi maggiore è durata 2 minuti e 41,6 secondi alle coordinate 37°38′12″N 89°15′24″W nei pressi di Makanda Township a sud di Carbondale, Illinois. È stata la prima eclissi solare totale visibile negli Stati Uniti sud-orientali dopo l'ultima eclissi del 7 marzo 1970.
Nell'Europa nord-occidentale l'eclissi è stata visibile solo parzialmente alla sera o tramonto. Solo l'Islanda, la Scozia e l'Irlanda hanno potuto osservare l'eclissi dall'inizio alla fine, mentre nel resto del Regno Unito, Norvegia, Paesi Bassi, Belgio, Francia, Spagna e Portogallo il tramonto è avvenuto prima della fine dell'eclisse.

## Simulazione zona d'ombra

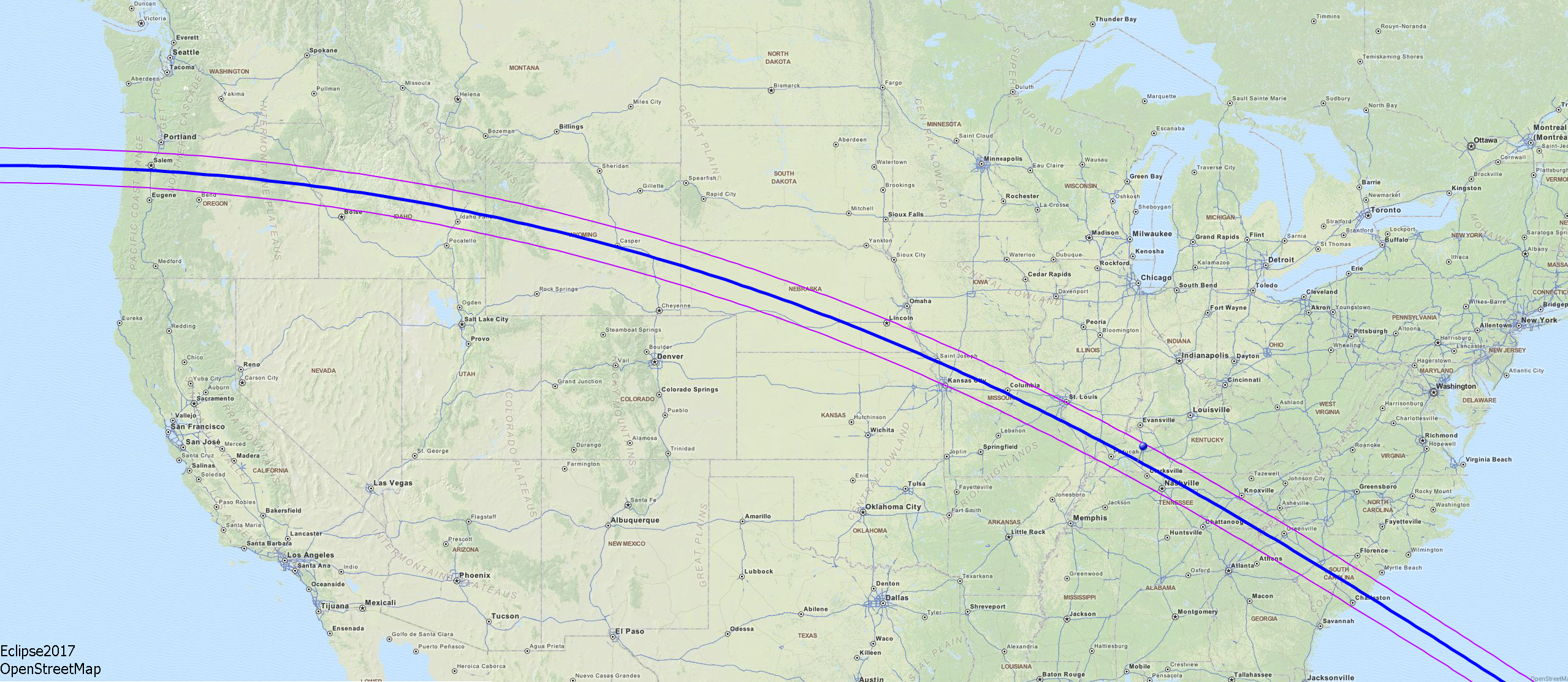
Mappa dettagliata dell'eclissi negli USA
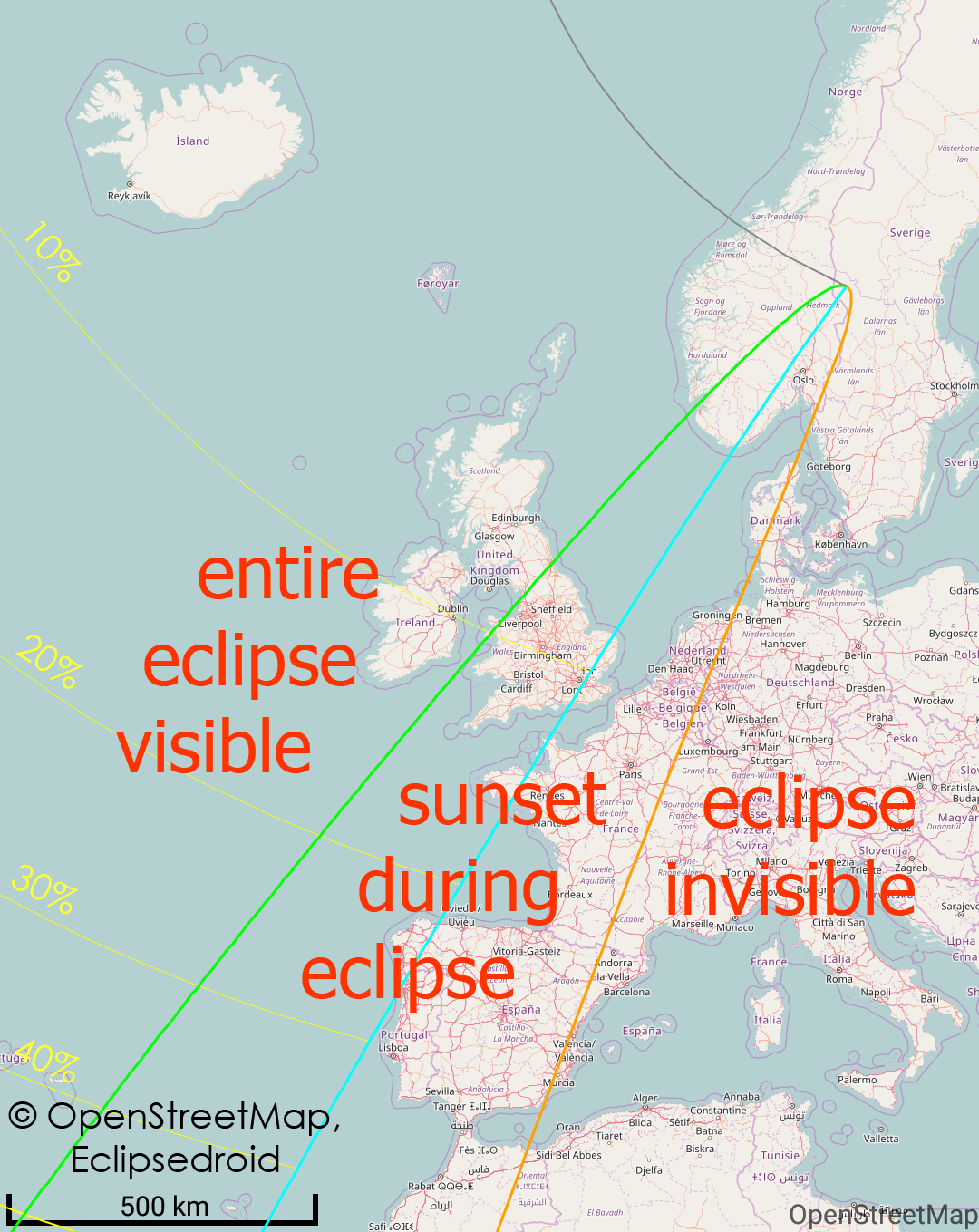
Visibilità dell'eclisse parziale in Europa